# 원 트리 힐

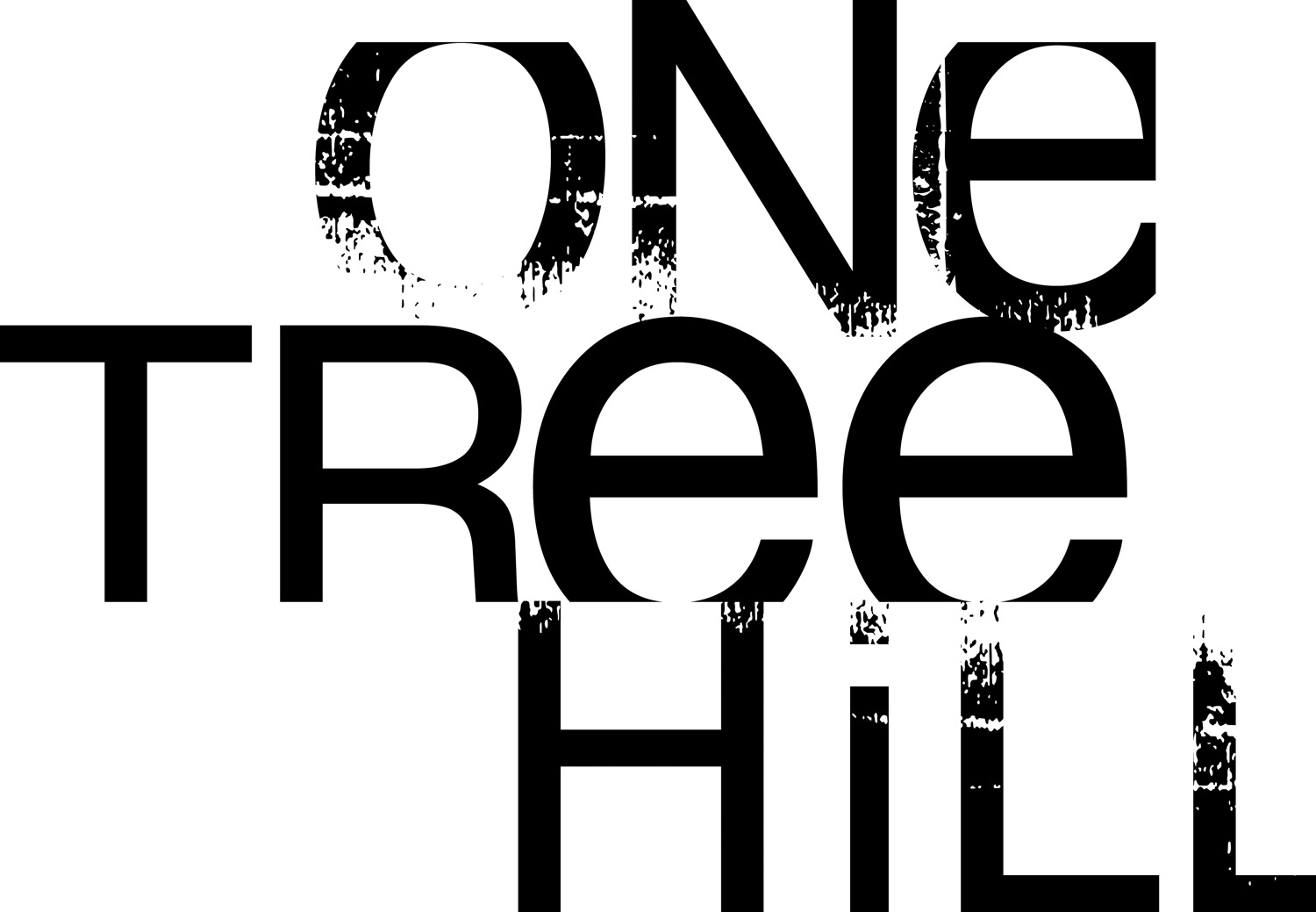

《원 트리 힐》(One Tree Hill)은 마크(Mark Schwahn)가 제작한 미국의 텔레비전 드라마로, 2003년 9월 23일부터 2016년 4월 4일까지 The WB 텔레비전 네트워크를 통해 방영되었다.